# Idaté (Sprache)
Idaté (Idaté) ist eine malayo-polynesische Sprache, die im Zentrum von Osttimor von der gleichnamigen Ethnie der Idaté gesprochen wird.

## Übersicht

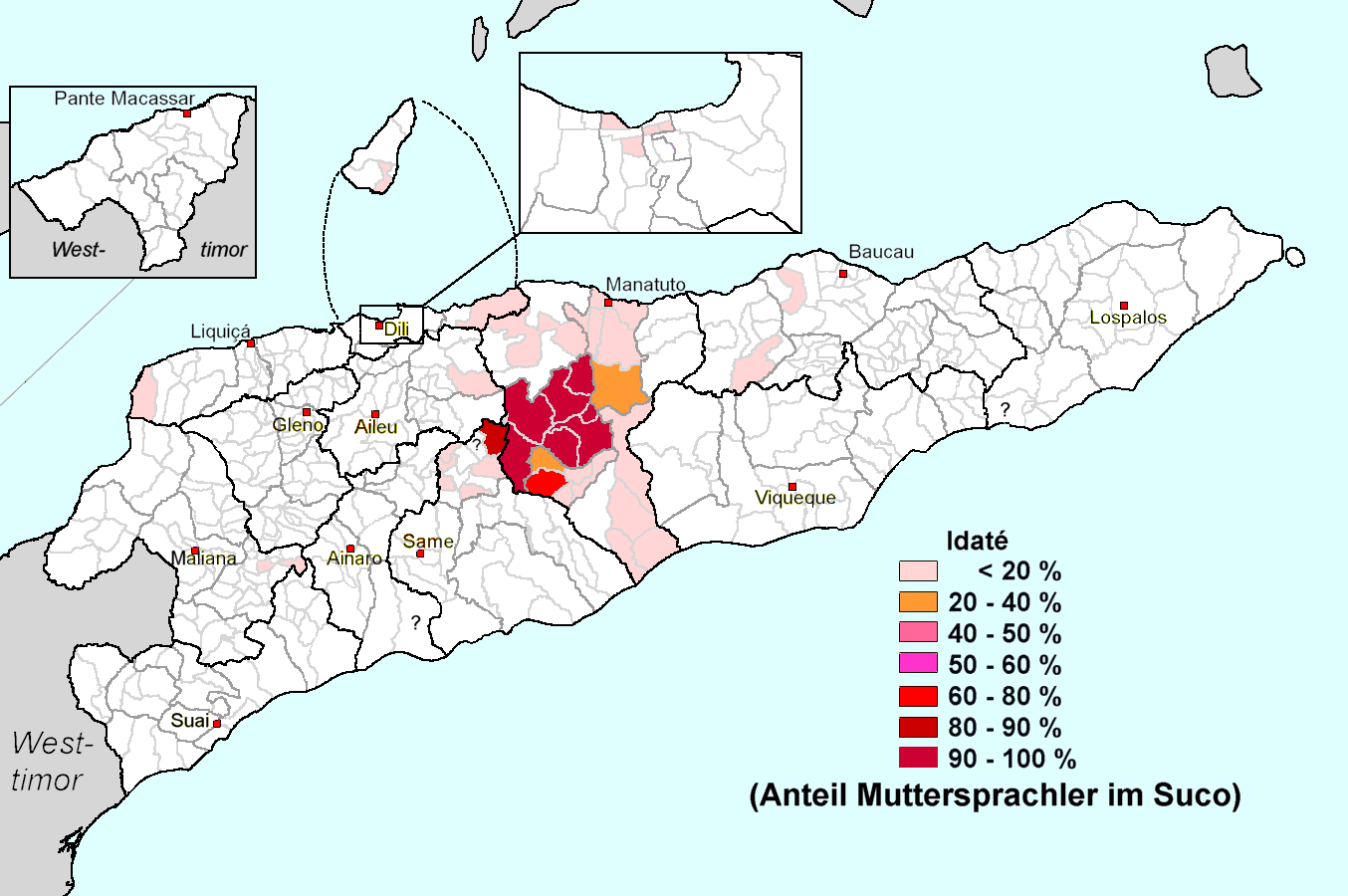
Anteil von Idaté-Muttersprachlern in den Sucos Osttimors

Idaté ist eine der zu den Idalaka-Sprachen zusammengefassten austronesischen Sprachen, die große Ähnlichkeiten zueinander aufweisen. Gemeinsam sind sie in der Verfassung Osttimors als Nationalsprache anerkannt und genießen daher einen besonderen Schutz. Die Idalaka-Sprachen sind nahe verwandt mit Tetum und Habun und haben auch viele Gemeinsamkeiten mit Galoli. Idalaka ähnelt auch dem Kemak so weit, dass es einige archaische Merkmale (z. B. persönliche Vorsilben in Verben) aufweist, die in Mambai und Tokodede bereits verschwunden sind.
Idaté wird hauptsächlich im Verwaltungsamt Laclubar, aber auch in anderen Teilen der Gemeinde Manatuto und im angrenzenden Gebiet der Gemeinde Manufahi gesprochen. Bei der Volkszählung von 2015 registrierte man 14.178 Muttersprachler.

## Sprachbeispiele
| Die Zahlen in Idaté |        |
| Zahl                | Idaté  |
| 1                   | isa    |
| 2                   | rua    |
| 3                   | telu   |
| 4                   | aat    |
| 5                   | lima   |
| 6                   | neen   |
| 7                   | hitu   |
| 8                   | ualu   |
| 9                   | sia    |
| 10                  | sanulu |

- Hole edi – Los geht's (Aufruf zum Aufbruch)[3]
- bi siluha sala osi lo ai-benun amik – Vergessen Sie nicht, an unserem Baum vorbeizugehen![3]
- bua amela mahatik – Schlaf und spüre den Traum (Gute-Nacht-Wunsch und dass man gute Träume hat)[3]
- ne ha'e di'in nora la'aran lamain ti ami, tante ami enia bi solen bi let dar, mesa ai nora larek na'in, beni ita odi asudi ro – Gib uns einen leichten Weg, denn wir sind keine anderen Menschen, uns gehört dieser Baum, deshalb haben wir uns getroffen (Gebet an die Natur beim Honig sammeln (Ko’a bani)).[3]
- ai-benun – Bienenstock in einem Baumwipfel[3]
- Ai-funan mosu mai, ami mos mosu. Ai-funan retira, ami retira – Die Blumen erscheinen, wir erscheinen auch, die Blumen ziehen sich zurück, wir gehen weg[3]